# Sentinel Peak (Antarktika)
Der Sentinel Peak (englisch für Aufpassergipfel) ist ein markanter und über 2000 m hoher Berg im ostantarktischen Viktorialand. Er ragt als höchster Berg im südzentralen Teil Kukri Hills an der Nordflanke des Ferrar-Gletschers auf.
Entdeckt und benannt wurde er von Teilnehmern der Discovery-Expedition (1901–1904) unter der Leitung des britischen Polarforschers Robert Falcon Scott.